# Mesochorus nitidus
Mesochorus nitidus är en stekelart som beskrevs av Schwenke 1999. Mesochorus nitidus ingår i släktet Mesochorus och familjen brokparasitsteklar. Inga underarter finns listade i Catalogue of Life.